# Progress M1-11
Progress M1-11 (ryska: Прогресс М1-11) eller som NASA kallar den, Progress 13 eller 13P, var en rysk obemannad rymdfarkost som levererade förnödenheter, syre, vatten och bränsle till rymdstationen ISS. Den sköts upp med en Sojuz-U-raket, från Kosmodromen i Bajkonur den 29 januari 2004 och dockade med ISS den 31 januari.
Den lämnade rymdstationen den 24 maj 2004 och brann upp i jordens atmosfär den 3 juni 2004.

### Fotnoter
1. ↑  ”NASA Space Science Data Coordinated Archive” (på engelska). NASA. https://nssdc.gsfc.nasa.gov/nmc/spacecraft/display.action?id=2004-002A. Läst 1 mars 2020.
2. ↑  Manned Astronautics - Figures & Facts Arkiverad 10 oktober 2007 hämtat från the Wayback Machine., läst 15 juli 2016.